# 中国共产党重庆市委员会
中国共产党重庆市委员会，简称中共重庆市委，是中国共产党在重庆市的组织和领导机关，由中国共产党重庆市代表大会选举产生，并且在代表大会闭会期间，执行中国共产党中央委员会的指示和中国共产党重庆市代表大会的决议，领导重庆市的党务工作，并定期向中国共产党中央委员会报告工作。目前，中共中央政治局委员袁家军兼任该委员会书记，胡衡华、李明清担任该委员会副书记。

## 职责
根据《中国共产党地方委员会工作条例》，中国共产党地方委员会主要实行政治、思想和组织领导，承担下列职能：
1. 对本地区重大问题作出决策。
2. 通过法定程序使党组织的主张成为地方性法规、地方政府规章或者其他政令。
3. 加强对本地区宣传思想文化工作的领导，牢牢掌握意识形态工作领导权、话语权。
4. 按照干部管理权限任免和管理干部，向地方国家机关、政协组织、人民团体、国有企事业单位等推荐重要干部。
5. 支持和保证人大、政府、政协、法院、检察院、人民团体等依法依章程独立负责、协调一致地开展工作，发挥这些组织中党组的领导核心作用。
6. 加强对本地区群团工作和统一战线工作的领导。
7. 动员、组织所属党组织和广大党员，团结带领群众实现党的目标任务。

## 机构设置
根据《重庆市机构改革方案》，中国共产党重庆市委员会设置工作机关14个，工作机关管理的机关（副厅局级）2个。中共重庆市委设置下列机构：
- 中共重庆市委办公厅

### 职能部门
- 中共重庆市委组织部
- 中共重庆市委宣传部
- 中共重庆市委统一战线工作部
- 中共重庆市委政法委员会

（市委组织部挂市公务员局牌子。市委宣传部挂市新闻出版局（市版权局）、市电影局牌子。市委统一战线工作部挂市人民政府侨务办公室牌子。）

### 办事机构
- 中共重庆市委研究室
- 中共重庆市委国家安全委员会办公室
- 中共重庆市委网络安全和信息化委员会办公室
- 中共重庆市委军民融合发展委员会办公室
- 中共重庆市委台湾工作办公室
- 中共重庆市委机构编制委员会办公室
- 中共重庆市委巡视工作领导小组办公室
- 中共重庆市委老干部局
- 重庆市档案局

（市委全面深化改革委员会办公室设在市委研究室。市委全面依法治市委员会办公室设在市司法局。市委财经委员会办公室设在市委政策研究室。市委外事工作委员会办公室设在市人民政府外事办公室。市委审计委员会办公室设在省审计厅。市委教育工作领导小组办公室设在市教育厅。市委农村工作委员会办公室设在市农业农村厅。市委网络安全和信息化委员会办公室挂市互联网信息办公室牌子。市委台湾工作办公室挂市人民政府台湾事务办公室牌子。）

### 派出机关
- 中共重庆市委直属机关工作委员会
- 中共重庆市委非公有制经济组织和社会组织工作委员会

### 直属事业单位
- 中共重庆市委党校
- 《重庆日报》社
- 重庆社会主义学院
- 中共重庆市委党史研究室
- 重庆市档案馆

（市委党校挂重庆行政学院牌子。重庆社会主义学院挂重庆中华文化学院牌子。市委党史研究室挂市地方志办公室牌子。）

### 工作机关管理的机关
- 中共重庆市委机要局，由市委办公厅管理。
- 中共重庆市委保密委员会办公室，由市委办公厅管理。

（市委保密委员会办公室挂市国家保密局牌子。市委机要局挂市国家密码管理局牌子。）

## 历任领导
重庆未升格为直辖市时
  重庆升格为直辖市后
  现任领导
| 姓名   | 籍贯     | 照片 | 上任           | 卸任           | 最高职务                                                                              | 备注 |
| ------ | -------- | ---- | -------------- | -------------- | ------------------------------------------------------------------------------------- | --- |
| 陈锡联 | 湖北黄安 |      | 1949年         | 1950年         | 中共中央政治局委员，国务院副总理                                                      | 市委第一书记 1999年6月10日在北京逝世                                                                                        |
| 张霖之 | 河北南宫 |      | 1950年         | 1952年         | 煤炭工业部部长                                                                        | 市委第一书记 1967年1月22日在北京逝世                                                                                        |
| 曹荻秋 | 四川资阳 |      | 1952年         | 1954年         | 上海市市长                                                                            | 市委第一书记，任内1954年6月，重庆市降格为省辖市 1976年3月29日在上海逝世                                                     |
| 阎红彦 | 陕西子长 |      | 1956年         | 1959年         | 中共云南省委第一书记，上将                                                            | 市委第一书记 1967年1月8日在昆明逝世                                                                                         |
| 任白戈 | 四川南充 |      | 1959年         | 1967年         | 中顾委委员，全国政协常委                                                              | 市委第一书记 1986年8月23日在成都逝世                                                                                        |
| 蓝亦农 | 湖南茶陵 |      | 1967年         | 1968年         | 中共贵州省委第一书记，省革委会主任                                                    | 革委会主任 2008年2月14日在北京逝世                                                                                          |
| 段思英 | 陕西永寿 |      | 1968年         | 1969年         | 成都军区、兰州军区副政委，少将                                                        | 革委会主任 2007年12月25日在西安逝世                                                                                         |
| 何云峰 | 四川巴中 |      | 1969年         | 1973年         | 福州军区副政委，上将                                                                  | 革委会主任 |
| 鲁大东 | 河北馆陶 |      | 1973年         | 1977年         | 中顾委委员，四川省省长                                                                | 市委第一书记 1998年8月28日在成都逝世                                                                                        |
| 钱 敏  | 河北霸州 |      | 1977年         | 1978年         | 第四机械工业部部长                                                                    | 市委第一书记 |
| 丁长河 | 河南郑州 |      | 1978年         | 1980年         | 四川省副省长                                                                          | 市委第一书记 |
| 于汉卿 | 河北宁河 |      | 1980年         | 1985年         | 中共重庆市委第一书记                                                                  | 市委第一书记 |
| 廖伯康 | 陕西西安 |      | 1985年         | 1988年         | 四川省政协主席                                                                        | 1962年因报告重庆非正常死亡人口1000多万的情况，被打成“萧李廖反党集团”，1982年平反                                            |
| 肖 秧  | 四川阆中 |      | 1988年         | 1993年         | 四川省省长                                                                            | 1998年10月9日在成都逝世 |
| 孙同川 | 河南舞阳 |      | 1993年         | 1995年         | 四川省政协副主席                                                                      | |
| 张德邻 | 北京     |      | 1995年         | 1999年         | 第十届全国政协常务委员                                                                | 任内1997年6月，重庆市升格为直辖市                                                                                           |
| 贺国强 | 湖南湘乡 |      | 1999年6月11日  | 2002年10月24日 | 第十七屆中國共產黨中央政治局常務委員會委員 中國共產黨中央紀律檢查委員會書記           | 曾任中國共產黨中央委員會組織部部长、福建省人民政府省長                                                                      |
| 黄镇东 | 江苏盐城 |      | 2002年10月24日 | 2005年12月24日 | 第十一届全國人民代表大會內務司法委員會主任委員                                        | 曾任中華人民共和國交通部部長                                                                                                |
| 汪 洋  | 安徽宿州 |      | 2005年12月24日 | 2007年12月1日  | 第十九屆中國共產黨中央政治局常務委員會委員 第十三届中国人民政治协商会议全国委员会主席 | 曾任中國共產黨廣東省委員會書記                                                                                              |
| 薄熙来 | 山西定襄 |      | 2007年12月1日  | 2012年3月15日  | 第十七屆中國共產黨中央政治局委員                                                      | 曾任中华人民共和国商务部部长、遼寧省人民政府省長、大連市人民政府市長 薄一波之子 任内落马，后被判处无期徒刑。                |
| 张德江 | 辽宁台安 |      | 2012年3月15日  | 2012年11月20日 | 第十八屆中國共產黨中央政治局常務委員會委員 第十二屆全国人民代表大会常务委员会委员长   | 曾任第十一屆中華人民共和國國務院副總理、中國共產黨廣東省委員會書記、 中國共產黨浙江省委員會書記、中國共產黨吉林省委員會書記 |
| 孙政才 | 山东荣成 |      | 2012年11月20日 | 2017年7月15日  | 第十八屆中國共產黨中央政治局委員                                                      | 曾任中华人民共和国农业部部长、中国共产党吉林省委员会书记 任内落马，后被判处无期徒刑。                                       |
| 陈敏尔 | 浙江诸暨 |      | 2017年7月15日  | 2022年12月8日  | 第十九届、二十届中國共產黨中央政治局委員                                              | 曾任中國共產黨貴州省委員會書記                                                                                              |
| 袁家军 | 吉林通化 |      | 2022年12月8日  | 現任           | 第二十届中國共產黨中央政治局委員                                                      | 曾任中國共產黨浙江省委員會書記                                                                                              |

## 历届组成人员
第一届市委（1997年6月-2002年5月）
- 书 记：张德邻（-1999年6月）、贺国强（1999年6月-）
- 副书记：蒲海清（-1999年6月）、王云龙、刘志忠、王鸿举、甘宇平（1998年6月-）、包叙定（1999年6月-）
- 常务委员：张德邻（-1999年6月）、蒲海清（-1999年6月）、王云龙、刘志忠、王鸿举、甘宇平、李学举、腾久明(苗族)、赵海渔、陈邦国、税正宽、邢元敏(女)、贺国强（1999年6月-）、包叙定（1999年6月-）

第二届市委（2002年5月-2007年5月）
- 书 记：贺国强（-2002年10月）、黄镇东（2002年10月-2005年12月）、汪洋（2005年12月-）
- 副书记：包叙定、王云龙、王鸿举、腾久明(苗族)、聂卫国、邢元敏(女)
- 常务委员：贺国强、包叙定、王云龙、王鸿举、腾久明(苗族)、聂卫国、邢元敏(女)、林尊龙、朱明国（黎族）、马儒沛、黄奇帆、何事忠、张宗海、马正其、黄镇东（2002年10月-2005年12月）、汪洋（2005年12月-）

第三届市委（2007年5月-2012年6月）
- 书 记：汪洋（-2007年12月）、薄熙来（2007年12月-2012年3月）、张德江（2012年3月-）
- 副书记：王鸿举、张轩(女)
- 常务委员：汪洋、王鸿举、张轩(女)、黄奇帆、何事忠、马正其、徐敬业、范照兵、刘光磊、郎友良、陈存根、翁杰明、吴政隆、薄熙来（2007年12月-2012年3月）、张德江（2012年3月-）

第四届市委（2012年6月-2017年5月）
- 书 记：张德江（-2012年11月）、孙政才（2012年11月-）
- 副书记：黄奇帆（-2016年12月）、张轩（女）（-2013年4月）、张国清（2013年4月-）、唐良智（2016年12月-）
- 常务委员：张德江（-2012年11月）、黄奇帆（-2016年12月）、张轩（女）（-2013年4月）、马正其（-2013年4月）、徐敬业（-2013年7月）、范照兵（-2013年7月）、刘光磊（-2015年1月）、徐松南（-2016年12月）、翁杰明（-2016年9月）、吴政隆（-2014年9月）、梁冬春（-2014年10月）、刘学普（土家族）、徐海荣（-2015年4月）、张国清（2013年4月-）、凌月明（2013年7月-2016年12月）、曾庆红（女）（2013年7月-）、燕平（2013年11月-）、高晓勇（2014年10月-2015年6月）、张鸣（2015年1月-）、王显刚（2015年4月-）、陈代平（2015年6月-）、唐良智（2017年3月-）、陈雍（满族）（2016年12月-）、吴存荣（2017年3月-）

第五届市委（2017年5月-2022年5月）
- 书 记：孙政才（-2017年7月，因涉嫌严重违纪被查）、陈敏尔（2017年7月-）
- 副书记：张国清（-2017年12月）、唐良智（-2021年12月）、任学锋（2018年10月-2019年10月，逝世）、吴存荣（2021年1月-）、胡衡华（2021年12月-）
- 常务委员：孙政才（-2017年7月，因涉嫌严重违纪被查）、张国清（-2017年12月）、唐良智（-2021年12月）、吴存荣、张鸣（-2022年4月）、曾庆红（女）（-2017年9月15日）、陈雍（满族）（-2018年10月）、王显刚（-2018年1月）、刘强、陈绿平（-2018年1月）、陶长海（-2018年1月）、杜和平（-2018年1月）、陈敏尔（2017年7月-）、胡文容（2017年9月-2020年12月）、李静（女）（2017年12月-）、 韩志凯（2017年12月-2021年2月）、王赋（2018年1月-2021年12月）、莫恭明（2018年1月-）、任学锋（2018年10月-2019年10月，逝世）、段成刚（2018年10月-）、穆红玉（女）（2018年11月-2021年12月）、彭金辉（彝族）（2020年12月-2022年5月）、高步明（2021年2月-）、李明清（2021年7月-）、胡衡华（2021年12月-）、宋依佳（女）（2022年3月-）、陈鸣波（2022年3月-）、姜辉（2022年4月-）、蔡允革（2022年5月-）、张鸿星（2022年5月-）

第六届市委（2022年5月至今）
- 书 记：陈敏尔（-2022年12月）、袁家军（2022年12月-）
- 副书记：胡衡华、李明清
- 常务委员：陈敏尔（-2022年12月）、胡衡华、李明清、陆克华（-2024年11月）、宋依佳（女）、姜辉、蔡允革、张鸿星（-2023年4月，逝世）、陈鸣波（-2024年3月）、于会文（满族，-2024年4月）、卢红（女）、罗蔺、王燕崎（2023年10月-）、袁家军（2022年12月-）、陈新武（2023年7月-）、劉尚進（2024年7月-）、商奎（2024年8月-）